# Étang de Barbé
L'étang de Barbé est situé dans les communes de Laval et Bonchamp-lès-Laval, dans le département de la Mayenne.

## Histoire
Ses eaux retenues et élevées ne sont que l'élargissement d'une petite rivière qui a sa source dans les landes d'Anhtenaise, et qui arrose Louverné. 
Jacques Le Blanc de La Vignolle a écrit une notice historique sur l'étang de Barbé. Il pense que le seigneur de Laval fit construire la chaussée de Barbé vers 1400. Guy XII de Laval, dans son aveu de 1407, déclare qu'il fait partie de son domaine. 
En 1628, le comte de Laval le vend à un habitant de Laval, qui le revend à un autre. En 1683, il y a un grand procès pour le droit de pêche.